# Unia Samorządowa
Unia Samorządowa – ogólnopolski komitet wyborczy zawiązany z inicjatywy Unii Wolności na potrzeby wyborów samorządowych w 2002.
Komitet ten został zawiązany, gdy władze UW podjęły decyzję o samodzielnym starcie w tych wyborach. Było to następstwem zlikwidowania Komitetu Wyborców Front Demokratyczny „Wspólnota 2002”, tworzonego przez Unię Wolności, Ruch Społeczny i SKL-RNP.
Unia Samorządowa wystawiła listy wyborcze w większości okręgów do sejmików we wszystkich województwach. Uzyskała 2,29% głosów ważnych, wprowadzając tylko trzech radnych w skali kraju. Radnymi zostali wybrani Antoni Piechniczek w województwie śląskim oraz Emilian Stańczyszyn i Artur Zieliński w województwie dolnośląskim. Po wyborach US zakończyła swoją działalność. Trzech radnych wojewódzkich związanych z UW zostało nadto wybranych ze wspólnej listy z SLD-UP, a jeden z Wspólnoty Małopolskiej.